# Inspektorat Bojaźni Bożej
Inspektorat Bojaźni Bożej - specjalny urząd działający w Bystrzycy Kłodzkiej na przełomie XVI i XVII wieku.

## Historia
Został powołany do życia w 1636 roku przez władze miejskie Bystrzycy Kłodzkiej. Jego zadaniem było czuwanie nad moralnością mieszkańców miasta. Urzędnika (inspektora) powoływano z nominacji wójtowskiej, a jego kadencja trwała 5 lat. Inspektor miał nieograniczoną władzę karania. Dowody winy, czyli niemoralnego prowadzenia się uzyskiwano dzięki donosicielstwu, podglądanie, szpiegostwu, podsłuchiwanie. Wyroki wykonywano pod pręgierzem. Instytucja ta była przykładem samowoli magistratu. Zakończyła swoją działalność w 1724 roku.